# おさるのジョージ3/ジャングルへ帰ろう
『おさるのジョージ3/ジャングルへ帰ろう』(Curious George 3: Back to the Jungle) は、フィル・ワインスタインが監督を務めた、ユニバーサル・ピクチャーズによる長編アニメーション映画。

## キャスト
- テッド - ジェフ・ベネット（原康義）
- ジョージ - フランク・ウェルカー
- クリンダ - アンジェラ・バセット（幸田直子）
- ヒューストン - ジョン・グッドマン（楠見尚己）
- アンドリュー - アレクサンダー・ポリンスキー（阿部敦）